# 1988 Delores
1988 Delores eller 1952 SV är en asteroid i huvudbältet, som upptäcktes 28 september 1952 av Indiana Asteroid Program vid Indiana University Bloomington med Goethe Link Observatory. Asteroiden har fått sitt namn efter Delores Owings.
Asteroiden har en diameter på ungefär 5 kilometer och den tillhör asteroidgruppen Flora.